# Zakaria Beglarishvili
Zakaria Beglarishvili (géorgien : ზაქარია ბეგლარიშვილი), né le 30 avril 1990 à Tbilissi en Géorgie, est un footballeur international géorgien, qui évolue au poste de milieu offensif.

## Biographie

### Carrière de joueur
Zakaria Beglarishvili dispute 4 matchs en Ligue des champions, et un match en Ligue Europa.

### Carrière internationale
Zakaria Beglarishvili compte une sélection avec l'équipe de Géorgie depuis 2015. 
Il est convoqué pour la première fois par le sélectionneur national Kakhaber Tskhadadze pour un match amical contre l'Estonie le 11 novembre 2015 (défaite 3-0).

## Palmarès
- Avec le Flora Tallinn
  - Champion d'Estonie en 2010, 2011, 2015 et 2017
  - Vainqueur de la Coupe d'Estonie en 2011, 2013 et 2016
  - Vainqueur de la Supercoupe d'Estonie en 2011, 2012 et 2014